# 元号一覧 (朝鮮)
元号一覧（げんごういちらん）では、朝鮮における歴代元号について記述する。なお朝鮮は伝統的に中国の冊封体制下に入っていたので、基本的には中国王朝の暦を用いていた。このため、朝鮮独自の元号は少ない。韓国では1962年以降使われておらず、北朝鮮では1997年以降主体が使われている。

## 三国時代

### 高句麗

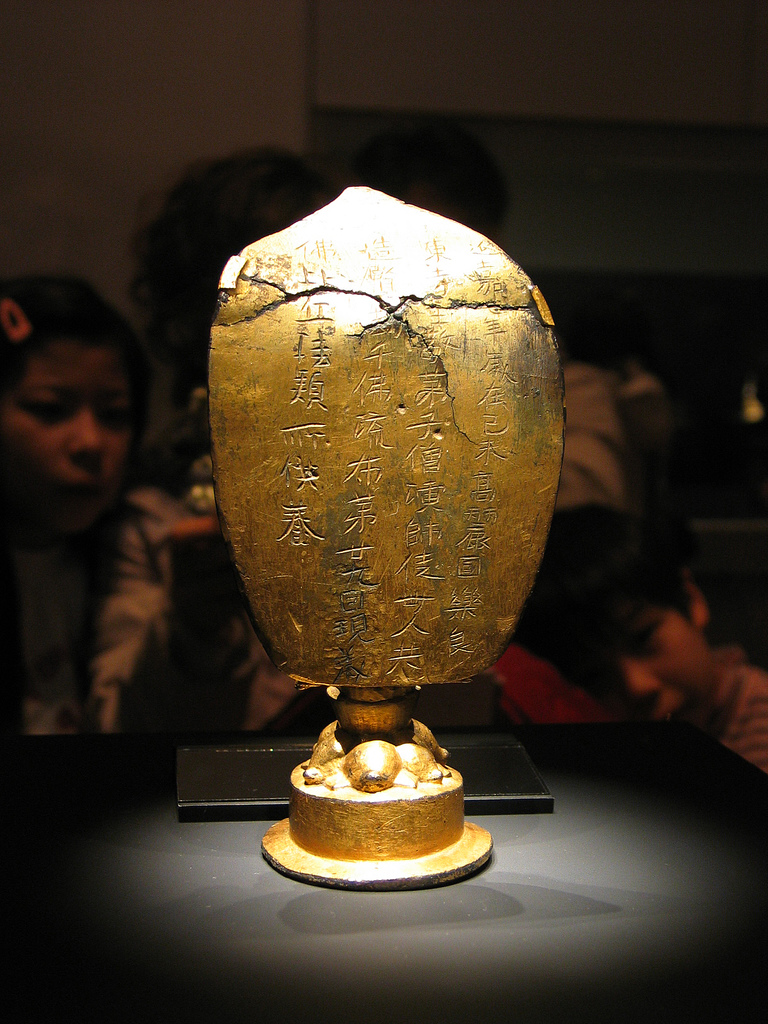
延嘉七年の銘を持つ金銅如来像の光背（韓国国立中央博物館蔵）

- 永楽（영락） : 391年 - 412年
- 延寿（연수） : 451年

実際にはこの他にも元号があった。たとえば延嘉七年己未銘を持つ金銅如来像が発見されており、539年に比定されている。

### 新羅
- 建元 : 536年 - 551年
- 開国 : 551年 - 568年
- 大昌 : 568年 - 572年
- 鴻済 : 572年 - 584年
- 建福 : 584年 - 633年
- 仁平 : 634年 - 647年
- 太和 : 647年 - 650年

650年から唐の年号を用いる
- 慶雲 : 822年

唐滅亡後は、国際的混乱や国内の混乱により状況が明らかではないが、後梁と後唐の年号の使用が確認される。

## 後三国時代

### 後百濟
- 正開（ 정개 ） : 900年 - 936年

### 後高句麗（摩震）（泰封）
- 武泰（무태） : 904年 - 905年
- 聖冊（성책） : 905年 - 911年
- 水徳万歳（수덕만세） : 911年 - 914年
- 政開（정개） : 914年 - 918年

## 高麗
- 天授（천수） : 918年 - 933年

この後後唐の年号を使用。後に後晋、次いで後漢の年号を使用
- 光徳（광덕） : 950年 - 951年

この後後周の年号を使用。次いで宋の年号を使用

- 天開（천개） : 1135年（妙清が建てた私年号）

遼（契丹）に服属（993年～）後は遼の年号を使用。政治情勢に応じて遼と宋の年号の両方が現れる。遼滅亡後は金の正朔を奉じ、元に服属（1259年）すると元の年号を用いた。高麗末期の混乱期には、明の年号のほか、北元の宣光年号が確認される。

## 朝鮮王朝・大韓帝国（旧韓国）
建国当初より明国に事大し、明の年号を忠実に使用。1636年に清に服属すると、清の正朔を奉じる。また、密かに明最後の年号崇禎を使用している（崇禎紀元）。
- 開国（개국） : 1894年 - 1896年
元年を1392年とする改元を前提としない紀年法であり、厳密な意味での元号ではない。「大朝鮮五百四年」などの用例もあり、名称は一定していない。
- 建陽（건양） : 1896年 - 1897年
- 光武（광무） : 1897年 - 1907年
光武元年10月に国号を大韓帝国に改称。
- 隆熙（융희） : 1907年 - 1910年

## 日本統治時代
- 明治（めいじ）：1910年 - 1912年
- 大正（たいしょう）：1912年 - 1926年
- 昭和（しょうわ）：1926年 - 1945年

## 連合軍軍政期
元号なし：1945年 - 1948年

## 大韓民国
- 大韓民国（대한민국） : 1948年8月15日 - 同年9月24日 ただし元年は1919年
大韓民国臨時政府の樹立年を元年としている。
- 檀君紀元（단군기원、略して檀紀） : 1948年9月25日 - 1961年12月31日 ただし元年は紀元前2333年
檀君王倹が即位したとされる年を元年としている
西暦2025年は、檀紀4358年である。
- 西暦紀元（서력기원） : 1962年1月1日 - 
1961年限りで元号を廃止。

## 朝鮮民主主義人民共和国
- 主体（주체、チュチェ）：1997年9月9日 - ただし元年は1912年
金正日が提唱した暦で、金日成が生まれた年（1912年）を主体元年としている。
大正（日本）や民国紀元（台湾）と年数が一緒になるが、関連は無い。これも厳密には改元を前提としない紀年法である。
西暦2025年は、主体114年である。